# کلیسای انجیلی لوتری فنلاند
کلیسای انجیلی لوتران فنلاند (انگلیسی: Evangelical Lutheran Church of Finland)، (فنلاند: Suomen evankelis-luterilainen kirkko; سوئدی: Evangelisk-lutherska kyrkan i Finland) کلیسای ملی فنلاند به همراه کلیسای ارتدکس فنلاند، به عنوان یک کلیسای ملی در این کشور جایگاه قانونی دارد. است. این کلیسا بخشی از شاخه لوتری مسیحیت است.

## پیشینه
این کلیسا عضو شورای جهانی کلیساها و کنفرانس کلیساهای اروپا است. کلیسای انجیلی لوتران فنلاند با ۳٫۸ میلیون عضو از سال ۲۰۱۸ یکی از بزرگترین کلیساهای لوتری در جهان و بزرگترین نهاد مذهبی فنلاند است. در پایان سال ۲۰۱۹، ۶۸٫۷٪ از فنلاندی‌ها اعضای کلیسا بودند.
رئیس فعلی کلیسا تاپیو لووما، اسقف اعظم تورکو است که در ۳ ژوئن ۲۰۱۸ منصوب شد.
کلیسای انجیلی لوتران فنلاند نسب خود را به اسقف قرون وسطایی تورکو می‌رساند که از لحاظ جغرافیایی با فنلاند کنونی یکی است. مسیحیت شرقی به آرامی به فنلاند وارد شد. اولین نشانه‌های ایمان مسیحی در مکان‌های دفن مربوط به سده ۱۱ یافت شد.
شواهد ریشه‌شناختی نشان می‌دهد که در اواسط سده ۱۲، مسیحیت در منطقه اطراف تورکو کنونی مسلط بود. یک افسانه جنگ صلیبی را در حدود سال ۱۰۵۴ بازگو می‌کند، اما هیچ مدرک معاصر یا باستان‌شناسی از این داستان پشتیبانی نمی‌کند. افسانه دیگر این است که اسقف سینت هنری کلیسای فنلاند را بنیان نهاد، اما به احتمال زیاد این داستان نیز تخیلی است.
همزمان با ادغام تدریجی فنلاند با سوئد مسیحیت در این کشور به اوج رسید. در دوران قرون وسطی، اسقف اعظم تورکو تحت نظر اسقف اعظم اوپسالا بود و این امر نمایانگر حاکمیت سیاسی سوئد بر این کشور بود.

نشان رسمی کلیسای انجیلی لوتران فنلاند